# Andrei Petrowitsch Sintschenko
Andrei Petrowitsch Sintschenko (russisch Андрей Петрович Зинченко, auch Andreï Zintchenko; * 5. Januar 1972 in Kuibyschew) ist ein ehemaliger russischer Radrennfahrer.

## Leben
Sintschenko begann seine Karriere 1994 bei der Mannschaft Porcelana Santa Clara. Dort fuhr er drei Jahre lang, bevor er für ein Jahr zu Estepona en Marcha wechselte. 1998 fuhr er für Vitalicio Seguros und gewann drei Etappen bei der Vuelta a España. 1999 gewann er die Escalada a Montjuïc und wechselte daraufhin zum portugiesischen Team L.A.-Pecol. Dort fuhr er vier Jahre und siegte unter anderem auf Etappen der Vuelta a España, der Portugal-Rundfahrt, der Asturien-Rundfahrt und der Volta ao Alentejo. Bei letzterer Rundfahrt entschied er auch die Gesamtwertung für sich. 2004 und 2005 war er bei Milaneza unter Vertrag und ab 2006 fuhr er für die Mannschaft Riberalves-Alcobaça, dann beendete er seine Radsportlaufbahn.

## Palmarès
- 1998
  - drei Etappen Vuelta a España

- 1999
  - Escalada a Montjuïc

- 2000
  - eine Etappe Vuelta a España

- 2003
  - Volta ao Alentejo

## Teams
- 1994–1995 Porcelana Santa Clara
- 1996 Porcelana Santa Clara-Samara
- 1997 Estepona en Marcha
- 1998–1999 Vitalicio Seguros-Grupo Generali
- 2000–2003 L.A.-Pecol
- 2004–2005 Milaneza-Maia
- 2006 Riberalves-Alcobaça